# Takiji Kobayashi
Takiji Kobayashi (小林 多喜二 Kobayashi Takiji?, Ōdate, Prefectura de Akita, 13 de octubre de 1903 - Tokio, 20 de febrero de 1933) fue un escritor japonés de literatura proletaria. Aunque también incursionó en cuentos y en ensayos, es conocido principalmente por su novela Kanikōsen, que retrata un motín a bordo de un barco pesquero. Miembro del Partido Comunista de su país, murió a la edad de 29 años, aparentemente a causa de las torturas sufridas a manos de la Tokubetsu Kōtō Keisatsu.

## Biografía

### Primeros años
Kobayashi creció en la ciudad portuaria de Otaru, Hokkaidō, donde su familia se había mudado cuatro años después de su nacimiento en Ōdate. Pese a que no provenía de una familia acomodada, pudo estudiar en la Escuela Secundaria Comercial de Otaru Hokkaidō y en la Escuela Comercial de Educación Superior de Otaru (actual Universidad de Comercio de Otaru) gracias a la ayuda económica brindada por un tío. Durante su época estudiantil, desarrolló interés por la escritura y comenzó a enviar artículos a varias revistas literarias, participó en el comité editorial de la revista de la asociación de alumnos de su instituto y también publicó sus propios escritos. Uno de sus profesores en la universidad fue el economista, crítico y poeta Nobuyuki Okuma. Fue también en esta época cuando, debido a las dificultades económicas que atravesaba y a la recesión que sufría Japón, se unió al movimiento sindicalista. 
Después de graduarse, comenzó a trabajar en la sucursal de Otaru del Hokkaidō Takushoku Ginko, «Banco de Explotación de Hokkaidō», y colaboró en la campaña del candidato Kenzo Yamamoto de cara a las elecciones generales de 1928, experiencia que quedaría plasmada en su libro Higashikutchankō (東倶知安行?). El mismo año, su cuento 15 de marzo de 1928, basado en el incidente del 15 de marzo, fue publicado en la revista literaria Senki. El relato mostraba las torturas a las que el Tokkō, la policía política del régimen imperial, infligía a sus detenidos, lo que causó un fuerte descontento en el gobierno.

### Carrera
En 1929, Senki publicó la novela Kanikōsen, en la que Kobayashi retrató la rebelión de la tripulación de un buque cangrejero contra su capitán, debido al trato cruel que éste les propinaba y a las duras condiciones de trabajo a las que estaban sometidos.
El propio Kobayashi se unió al Partido Comunista Japonés en 1931. 
En 1929, su novela Kanikosen se publicó en Senki y se hizo inmediatamente muy popular. Esta novela convirtió a Kobayashi en el portaestandarte del movimiento de literatura proletaria de Japón. En julio de ese mismo año la novela se adaptó al teatro y fue representada en el teatro Jardín Imperial bajo el título Al norte de los 50º de latitud norte. Sin embargo, la policía, y muy en particular el Tokkō, empezó a vigilar los movimientos de Kobayashi. También en 1929 publicó su ensayo más conocido, El terrateniente ausente, en la revista Chuokoron. Este ensayo provocó su despido fulminante del banco en el que trabajaba.
En la primavera de 1930, se mudó a Tokio y se convirtió en el secretario general del Gremio de Escritores Proletarios de Japón. El 23 de mayo fue arrestado bajo la acusación de financiar al Partido Comunista de Japón y se le puso temporalmente en libertad el 7 de junio. Después de regresar a Tokio el 24 de junio fue arrestado de nuevo acusado de delito de lesa majestad por haber escrito Kanikosen. En agosto fue juzgado según la Ley de Policía y Orden Público de 1900 y fue encarcelado en la penitenciaría de Toyotama. El 22 de enero de 1931 fue puesto en libertad bajo fianza. Entonces se recluyó en las pensiones de la zona de los manantiales de Nanasawa en la prefectura de Kanagawa. En octubre de 1931 se convirtió en miembro del ilegalizado Partido Comunista de Japón. 
En noviembre visitó la mansión de Naoya Shiga, otro célebre escritor de literatura proletaria, en la prefectura de Nara. En la primavera de 1932, pasó a actuar de forma clandestina. El 20 de febrero de 1933, Kobayashi acudió a una reunión en Akasaka con otro miembro del partido, pero resultó que un espía de la Tokubetsu Kōtō Keisatsu se había infiltrado en la organización. La policía le esperaba y aunque intentó escapar, le redujeron y fue arrestado. Según parece le expusieron desnudo al gélido frío del invierno japonés, fue golpeado repetidamente con palos y luego llevado al hospital, donde murió a las 7:45 p. m..
La autoridad policial anunció al día siguiente que había muerto de un ataque al corazón. Sin embargo, al día siguiente, cuando la familia recibió el cuerpo, vieron que el cadáver estaba hinchado por los hematomas de la tortura y, en particular, la parte inferior del cuerpo estaba oscura debido a las hemorragias internas. Ningún hospital se atrevió a realizar una autopsia por miedo al Tokkō. Se publicaron fotos del rostro de su cadáver en el periódico del Partido Comunista, Shimbun Akahata.

## Obra

### Kanikōsen
En 2008, Kanikosen se convirtió en el “best seller sorpresa de la temporada en Japón”. Todo se inició con un debate sobre la novela entre los escritores Genichiro Takahashi y Karin Amamiya que se publicó el 9 de enero en el periódico Mainichi Shimbun y que despertó el interés del público por la obra. La edición publicada con motivo del 75 aniversario de la muerte de Kobayashi alcanzó unas ventas superiores a 600.000 ejemplares durante el año 2008, a las que añadir 200.000 ejemplares vendidos en el mismo año por la edición manga de la obra y el rodaje de una versión cinematográfica, que se estrenó en 2009 (y que se añade a la previamente existente de 1953).
Con la expresión “Fenómeno Kanikosen” se conoce la identificación que sienten hacia los personajes de esta novela de Kobayashi los trabajadores jóvenes actuales, obligados a trabajar en contratos temporales y con salarios bajos, y todos aquellos a los que la crisis económica hace temer por su empleo.
La novela ha seguido experimentando un boom de ventas y en 2009 superó los 1.600.000 ejemplares vendidos en Japón, una cifra extraordinaria para un clásico escrito en 1929.

## Obras en castellano
- Kanikosen. El cangrejero y otros relatos proletarios. Satori ediciones, 2025. Traducción de Enrique Mora y Alejandro Sánchez.
- Vida de un militante y otros relatos proletarios. Satori ediciones, 2022. Traducción de Enrique Mora y Alejandro Sánchez.
- Kanikosen. Ático de los libros, 2015. Traducción de Shizuko Ono y Jordi Juste.
- Kanikosen (manga), con ilustración de Gô Fujio. Gallo Nero, 2014. Traducción de Yoko Ogihara y Fernando Cordobés.
- El camarada. Ático de los libros, 2011. Traducción de Shizuko Ono y Jordi Juste.